# Lista członków Galerii Sław XRCO
Galeria Sław XRCO – galeria sław, w której znajdują się nazwiska znanych twórców z branży pornograficznej. Listą zarządza organizacja X-Rated Critics Organization i jest ona ogłaszana corocznie podczas rozdania nagród XRCO Awards. Pierwsze rozdanie nagród XRCO odbyło się w Hollywood 14 lutego 1985 roku. Kandydaci muszą istnieć w branży pornograficznej przez co najmniej dziesięć lat.
Członkowie są wymieniani w kolejności, w jakiej zostali przyjęci, wraz z rokiem przyjęcia, jeśli jest znany.

## Aktorzy
- 1985: John C. Holmes[3]
- 1985: Harry Reems[3]
- 1985: Jamie Gillis[3]
- 1985: Eric Edwards[3]
- 1985: John Leslie[3]
- 1986: Paul Thomas[4]
- 1988: Herschel Savage[5]
- 1989: Jon Martin[6][7]
- 1990: Joey Silvera(inne języki)[8][9][10]
- 1990: Randy West(inne języki)[8][9][10]
- 1991: Ron Jeremy[11]
- 1992: Mike Horner[12]
- 1993: Tom Byron[13]
- 1993: Marc Wallice(inne języki)[13]
- 1995: Peter North[14]
- 1996: Buck Adams(inne języki)[15]
- 1997: Don Fernando(inne języki)[16][17][18]
- 1999: Steve Drake(inne języki)[19][20]
- 2000: Sean Michaels[21][22][23][24]
- 2000: T.T. Boy(inne języki)[21][22][23][24]
- 2001: Rocco Siffredi[25]
- 2001: Jake Steed[25]
- 2002: Billy Dee(inne języki)[26]
- 2003: Randy Spears[27][28]
- 2006: Mark Davis[29]
- 2006: Jon Dough(inne języki)[29]
- 2006: Blake Palmer[29]
- 2007: Mr. Marcus(inne języki)[30][31][32][33]
- 2007: Steven St. Croix[30][31][32][33]
- 2008: Christoph Clark[34]
- 2009: Lexington Steele(inne języki)[35]
- 2010: Evan Stone[36][37]
- 2010: Erik Everhard[36][37]
- 2011: Manuel Ferrara[38][39]
- 2011: Dave Cummings(inne języki)[38][39]
- 2012: Vince Vouyer(inne języki)[40]
- 2014: Mark Wood[41]
- 2014: Tony Montana[41]

## Aktorki
- 1985: Georgina Spelvin(inne języki)[3]
- 1985: Tina Russell[3]
- 1985: Rene Bond(inne języki)[3]
- 1985: Marilyn Chambers(inne języki)[3]
- 1985: Sharon Thorpe[3]
- 1986: Annette Haven(inne języki)[4]
- 1987: Leslie Bovee(inne języki)[42]
- 1988: Sharon Mitchell(inne języki)[5]
- 1988: Colleen Brennan(inne języki)[5]
- 1989: Sharon Kane(inne języki)[6][7]
- 1989: Gloria Leonard[6][7]
- 1990: Kay Parker[8][9][10]
- 1990: Suzanne McBain[8][9][10]
- 1991: Seka(inne języki)[11]
- 1991: Veronica Hart(inne języki)[11]
- 1991: Erica Boyer[11]
- 1992: Vanessa del Rio[12]
- 1993: Desireé Cousteau(inne języki)[13]
- 1993: Lisa De Leeuw(inne języki)[13]
- 1994: Hyapatia Lee(inne języki)[43]
- 1994: Debi Diamond(inne języki)[43]
- 1995: Shanna McCullough(inne języki)[14]
- 1995: Ginger Lynn[14]
- 1995: Christy Canyon(inne języki)[14]
- 1996: Amber Lynn[15]
- 1996: Nina Hartley[15]
- 1997: Desiree West[16][17][18]
- 1997: Jeanna Fine[16][17][18]
- 1998: Bionca[44]
- 1998: Careena Collins(inne języki)[44]
- 1999: Kelly Nichols(inne języki)[19][20]
- 1999: Annie Sprinkle[20]
- 1999: Barbara Dare[19][20]
- 1999: Jessie St. James(inne języki)[19][20]
- 1999: Shauna Grant(inne języki)[19][20]
- 1999: Linda Wong(inne języki)[19][20]
- 2000: Tori Welles(inne języki)[21][22][23][24]
- 2000: Tracey Adams[45]
- 2001: Porsche Lynn[25]
- 2002: Teri Weigel(inne języki)[26]
- 2003: Ashlyn Gere(inne języki)[27][28]
- 2003: Tiffany Mynx(inne języki)[27][28]
- 2004: Selena Steele(inne języki)[46][47][48]
- 2005: Jenna Jameson[49][50]
- 2006: Keisha[29]
- 2006: Kylie Ireland[29]
- 2007: Francesca Lé(inne języki)[30][31][32][33]
- 2007: Janine[30][31][32][33]
- 2007: Serenity(inne języki)[30][31][32][33]
- 2008: Chloe(inne języki)[34]
- 2008: Nikki Dial(inne języki)[34][51][52]
- 2008: Shayla LaVeaux(inne języki)[34][51]
- 2008: Jeannie Pepper(inne języki)[4]
- 2008: Stephanie Swift(inne języki)[34]
- 2009: Jewel De’Nyle(inne języki)[35]
- 2009: Angel Kelly(inne języki)[35]
- 2009: Leena La Bianca(inne języki)[35]
- 2009: Missy[35]
- 2009: Joanna Storm(inne języki)[35]
- 2009: Stacy Valentine(inne języki)[35]
- 2010: Sunset Thomas(inne języki)[36][37]
- 2010: Inari Vachs[36][37]
- 2010: Nikki Charm(inne języki)[36][37]
- 2011: RayVeness(inne języki)[38][39]
- 2011: Tricia Devereaux(inne języki)[38][39]
- 2011: Jessica Drake[38][39]
- 2011: Lynn LeMay(inne języki)[38][39]
- 2011: Juli Ashton[38][39]
- 2011: Aurora Snow[38][39]
- 2012: Julia Ann[40]
- 2012: Jenna Haze[40]
- 2012: Jesse Jane[40]
- 2013: Belladonna[53]
- 2013: Lisa Ann[53][54]
- 2013: Alexandra Silk[53][54]
- 2014: Tera Patrick[41]
- 2014: Stormy Daniels[41]
- 2014: Taylor Wane[41]
- 2015: Houston[55]
- 2015: Melissa Hill[55]
- 2015: Karen Summer[55]
- 2016: Briana Banks[56]
- 2016: Hillary Scott[56]
- 2017: Raylene
- 2018: Alexis Texas
- 2019: Alana Evans
- 2019: Phoenix Marie
- 2019: Brandi Love
- 2020: Angela White
- 2020: Asa Akira
- 2020: Kaitlyn Ashley
- 2020: Tori Black
- 2021: Ashley Blue
- 2021: India Summer
- 2021: Katie Morgan (aktorka)(inne języki)
- 2021: Long Jeanne Silver
- 2021: Riley Reid
- 2021: Sunny Lane
- 2022: Dana DeArmond
- 2022: Heather Hunter
- 2022: Kayden Kross
- 2023: Natasha Nice
- 2023: Sasha Grey
- 2023: Tanya Tate
- 2024: Celeste
- 2024: Felecia
- 2024: Kagney Linn Karter
- 2024: Lexi Belle
- 2024: Misty Stone

## Reżyserzy
- 2013: Jonathan Morgan[53][54]
- 2014: Axel Braun(inne języki)[41]
- 2015: Stoney Curtis(inne języki)[55]

## Piąta władza
- 1994: Reb Sawitz[43]
- 1994: Al Goldstein[43]
- 1994: William Rotsler[43]
- 1995: John Rowberry[14]
- 1996: Jim South[15]
- 1996: Larry Flynt[17]
- 1997: Jared Rutter[16][18]
- 1998: Jeremy Stone[44]
- 2003: Susie Bright[27][28]
- 2005: Bill Liebowitz[47][49]
- 2005: Jim Holliday[47][49]
- 2006: Doug Oliver[29]
- 2006: Danni Ashe[29]
- 2007: Mark Kernes[30][31][32][33]
- 2008: Paul Fishbein[34]
- 2009: Roger T. Pipe[35]
- 2012: Denny Recob (cavr.com)[40]
- 2012: Tristan Taormino[40]

## Twórcy filmowi
- 1985: David F. Friedman[3]
- 1985: Gerard Damiano[3]
- 1985: Radley Metzger (Henry Paris)[3]
- 1986: Alex de Renzy[4]
- 1986: Anthony Spinelli[4]
- 1986: Howard Ziehm (Linus Gator)[4]
- 1987: Bob Chinn (reżyser)[42]
- 1987: Harold Lime (producent)[42]
- 1988: The Mitchell Brothers[5]
- 1988: Cecil Howard[5]
- 1989: Henri Pachard[6][7]
- 1989: Robert McCallum[6][7]
- 1990: Erik Anderson[8][9]
- 1991: Chuck Vincent[11]
- 1994: F. J. Lincoln[43]
- 1994: Bobby Hollander[43]
- 1994: Bruce Seven[43]
- 1995: John Stagliano[14]
- 1996: Gregory Dark[15]
- 1997: Michael Carpenter[16][17][18]
- 1998: Candida Royalle[44]
- 1999: Ed Powers[19][20]
- 2000: Damon Christian[21][22][23][24]
- 2001: Patrick Collins[25]
- 2001: Jim Enright[25]
- 2002: Kirdy Stevens[26]
- 2003: Andrew Blake[27][28]
- 2004: Seymore Butts[46][47][48]
- 2004: James Avalon[46][47][48]
- 2006: Michael Ninn[29]
- 2007: Rinse Dream[30][31][32][33]
- 2008: Richard Mahler[34]
- 2008: Suze Randall[34]
- 2009: Brad Armstrong[35][37]
- 2009: Jules Jordan[35]
- 2012: Miles Long[40]
- 2012: Luc Wylder[40]
- 2013: Christian Mann[53][54]
- 2013: Rodney Moore[53][54]

## Pionierzy filmowi
- Przed 1989: Serena[4]
- Przed 1989: Darby Lloyd Rains[4]
- 1989: George S. McDonald[6]
- 1989: Sandi Carey[6]
- 1989: Sandy Dempsey[6]
- 1989: Ric Lutze[6]
- 1989: Jesse Adams[6]
- 1989: C. J. Laing[6]
- 1989: Cyndee Summers[6]
- 1989: Johnny Keyes[6]
- 1989: Richard Mailer[6]
- 1989: William Margold[6][7]
- 1990: Bob Vosse[8][9]
- 1994: John Seeman[43]
- 1994: David Christopher[43]
- 1994: Michael Morrison[43]
- 1997: Titus Moody[16][18]
- 1999: Roy Karch[19][20]
- 1999: Jim Malibu[19][20]
- 1999: Juliet Anderson[19][20]
- 1999: Bobby Astyr[19][20]
- 1999: George Payne[20]
- 2001: Dean Roberson[25]
- 2005: Jared Rutter[49]
- 2006: Richard Pacheco[29]
- 2007: Loni Sanders[30][31][32][33]
- 2007: Mai Lin[30][31][32][33]
- 2008: R. Bolla[34]
- 2008: Abigail Clayton[34]
- 2008: Marc Stevens[34][51]
- 2008: Lysa Thatcher[34]
- 2009: Kandi Barbour[35]
- 2010: Mike Ranger[36][37]
- 2012: Rhonda Jo Petty[40]
- 2014: Brigitte Lahaie[41]
- 2016: Constance Money[56]

## Filmy (z rokiem wydania)
- 1985: Deep Throat (1972)[3]
- 1985: Behind the Green Door (1972)[3]
- 1985: The Opening of Misty Beethoven (1976)[3]
- 1986: The Private Afternoons of Pamela Mann (1974)[4]
- 1986: The Story of Joanna (1975)[4]
- 1986: Honeypie (1976)[4]
- 1987: The Devil in Miss Jones (1973)[42]
- 1987: Sensations (1975)[42]
- 1988: Femmes de Sade (1976)[5]
- 1988: Naked Came the Stranger (1975)[5]
- 1989: Wet Rainbow (1974)[6][7]
- 1989: 3 A.M. (1976)[6][7]
- 1989: Desires Within Young Girls (1977)[6][7]
- 1989: Barbara Broadcast (1977)[6][7]
- 1989: The Other Side of Julie (1978)[6][7]
- 1989: Take Off (1978)[6][7]
- 1989: Candy Stripers (1978)[6][7]
- 1989: Sex World (1978)[6][7]
- 1989: Easy (1979)[6][7]
- 1990: Babylon Pink (1979)[8][9][10]
- 1990: The Ecstasy Girls (1979)[8][9][10]
- 1990: Pretty Peaches (1978)[8][9][10]
- 1990: Eruption (1977)[8][9][10]
- 1991: Baby Face (1977)[11]
- 1991: Jack & Jill (1979)[11]
- 1991: Insatiable (1980)[11]
- 1991: Talk Dirty to Me (1980)[11]
- 1992: Nightdreams (1981)[12]
- 1992: Nothing to Hide (1981)[12]
- 1992: Randy the Electric Lady (1980)[12]
- 1993: Café Flesh (1982)[13]
- 1993: Outlaw Ladies (1981)[13]
- 1993: Platinum Paradise (1981)[13]
- 1994: All American Girls (1982)[43]
- 1994: Roommates (1981)[43]
- 1994: Sexcapades (1983)[43]
- 1995: Bad Girls (1981)[14]
- 1995: Every Woman Has a Fantasy (1984)[14]
- 1995: Firestorm (1984)[14]
- 1996: New Wave Hookers (1985)[15]
- 1996: Night Hunger (1983)[15]
- 1997: Taboo (1980)[17]
- 1997: Little Girls Blue (1978)[17]
- 1997: Taboo American-Style (1985)[17]
- 1998: Dangerous Stuff (1985)[44]
- 1998: White Bun Busters (1986)[44]
- 1998: Loose Ends (1985)[44]
- 1998: Mary! Mary! (1977)[44]
- 1998: Dixie Ray Hollywood Star (1983)[44]
- 1999: Her Name Was Lisa (1979)[20]
- 1999: Aerobisex Girls (1983)[20]
- 2001: Obsessed (1977)[24]
- 2001: The Catwoman (1988)[24]
- 2001: Buttman’s Ultimate Workout (1990)[25]
- 2001: The Chameleon (1989)[25]
- 2001: Hot Pursuit (1983)[25]
- 2002: The Big Thrill (1989)[26]
- 2002: Night Trips (1989)[26]
- 2003: The Dancers (1981)[28]
- 2003: Wild Goose Chase (1991)[28]
- 2003: Chameleons – Not The Sequel (1992)[28]
- 2004: Amanda By Night (1981)[47]
- 2004: Buttman’s European Vacation (1991)[47]
- 2004: Black Throat (1985)[47]
- 2005: Nie nagrodzono żadnego filmu.
- 2006: Face Dance Parts I, II (1993)[29]
- 2006: Justine – Nothing to Hide II (1994)[29]
- 2006: Neon Nights (1981)[29]
- 2007: Latex (1995 – Michael Ninn – VCA)[30][31][32][33]
- 2008: Reel People (1984)[34]
- 2008: Curse of the Catwoman (1992)[34]
- 2009: Dog Walker (1994)[35]
- 2010: Whispered Lies (1993)[36][37]
- 2011: Nie nagrodzono żadnego filmu.
- 2012: Nie nagrodzono żadnego filmu.
- 2013: Fashionistas (2002)[53][54]
- 2014: Slave To Love (1993)[41]

## Banici Porno
- 2009: Max Hardcore(inne języki)[35]

## Nagrody Paladyna (Paladin Awards)
„Ta wyjątkowa nagroda za szczególne osiągnięcia przyznawana jest okresowo przez XRCO w celu docenienia firm lub osób, które poczyniły dodatkowe wysiłki na rzecz przemysłu filmów dla dorosłych”.
- 1989: Reżyser Anthony Spinelli(inne języki) za film Portrait of an Affair, jeden z nielicznych pornograficznych filmów 35-mm wydanych w 1988 roku[6]
- 1989: Arrow Film and Video za innowacyjny i bardzo udany program marketingowy typu „sell through”, który był szeroko kopiowany[6]
- 1990: Caballero Home Video(inne języki) za doskonałość kinową w dalszym produkowaniu filmów o dużym budżecie w formacie 35-mm, takich jak The Nicole Stanton
- 1990: Montażysta filmowy Jim McReeding (Taboo American Style 1-4) za wybitną pracę montażową w całej swojej karierze[9][10]
- 1990: Reżyser Jean-Pierre Ferrand, twórca filmów dla magazynu Hustler, za utrzymanie wysokiej jakości jako reżyser[9][10]
- 1990: Weteran branży pornograficznej Eric Edwards za zostanie pierwszym wykonawcą działającym w czterech dekadach (lata 60.–90.)[9][10]

## Nagrody specjalne
- 1995: Michael Cates (za osiągnięcia w wideografii, kinematografii i montażu)[4]
- 1995: Carl Esser (pośmiertnie)[4]
- 2007: Anna Malle(inne języki) (pośmiertnie)[30][31][32][33]
- 2007: Christi Lake (aktorka, reżyserka, wspierająca branżę)
- 2008: H. Lewis Sirkin (za doskonałość w obronie wolności słowa i spraw związanych z Pierwszą Poprawką)[34]
- 2010: Phil Harvey – Adam & Eve Pictures(inne języki) – Pierwsza Poprawka[36][37]
- 2011: Peter van Aarle[38][39]

## Wybór członków XRCO
- 2007: Asia Carrera[30][31][32][33]